# Ferme de Clastres
La ferme de Clastres est une ferme située à Sainte-Eulalie, dans le département français de l'Ardèche.

## Description
La ferme de Clastres, située au cœur du village, est actuellement en réfection. Le toit de genêt d'abord puis l'intérieur ensuite où la charpente et les pièces de bois la soutenant sont en cours de remplacement. Cette chaumière appartient à l'association Liger également propriétaire de le ferme mémoire Bourlatier, du plateau ardéchois. Clastres est au centre de toutes les attentions car un projet de grande ampleur voit le jour. Sur son terrain existe désormais un jardin ethnobotanique qui grandit chaque année et attire de très nombreuses personnes désireuses de connaitre la flore et l'usage des plantes médicinales locales.

## Historique
Le domaine de Clastre à Sainte-Eulalie est un ancien prieuré rural dépendant de l’abbaye vellave de Saint-Chaffre du Monastier. Une clastre était un lieu clôt, géré par des moines. Sur le même modèle, il existait une Clastre à
Montpezat en Vivarais, autre dépendance de Saint-Chaffre mais aussi aux Sagnes, paroisse voisine de Sainte-Eulalie, prieuré dépendant de l’abbaye la Chaise Dieu.
Il ne resterait rien du bâtiment du Moyen Âge, sans doute installé au même emplacement de la chaumière actuelle, depuis que l’église existe en ce lieu. Seules des fouilles archéologiques permettraient d’en savoir plus sur l’histoire ancienne du bâtiment. Cependant, une récente découverte dans la prairie de Clastre permet d’établir une présence humaine en ce lieu aux XIIe et XIIIe siècles.
Quelques documents glanés dans les archives notariales apportent un peu de lumière sur le domaine. Le 15 avril 1542, messire Antoine Surrel, prêtre de la Moline, paroisse de Sainte-Eulalie, dicte son testament devant maître Philibert Génézy, notaire du Béage, « dans la maison et claustre de Sainte Eulalie ». Dans un autre acte du 18 juin 1675, nous apprenons que Claude Haond de Rochemaure, paroisse de sainte-Eulalie était « rantier de la métheyrie de la Clastre de Sainte Aulaye ». Il était tenu de rembourser la somme de dix sept livres à Jean Baudoin dit Panlon, lui aussi de la paroisse, comme ayant droit de messire Antoine Nicolas, prêtre et jadis vicaire de
Sainte-Eulalie. En 1695, le granger14, c’est-à-dire le fermier de l’abbé de Saint-Chaffre, était Jean-Antoine Soleilhac, époux de Jeanne Moulin.
La Clastre abritait également à cette époque une femme appelée la Gérenton, qui vivait de charité, ce qui indique qu’il y avait déjà à cette époque deux habitations à Clastre. En 1697, Jean-Antoine Soleilhac, « habitant en la métairie du Clastre de Sainte-Eulalie », accepte le bail du domaine de Bachasson, appartenant à Pierre Bernard, bourgeois de Sainte-Eulalie, pour la durée de six années. À l’époque de la vente des biens nationaux, le 16 juin 1791, l’ancien prieuré est cité comme « un domaine au terroir de Sainte-
Eulalie appelé la Clastre composé d’une maison couverte à ginest ». Le domaine est alors vendu18 pour la somme de 9200 livres à un certain Jean-Pierre Arnaud.
L’essentiel du bâti actuel remonte à 1571/73, comme l’ont démontré des analyses dendrochronologiques présentées par Michel Carlat. Ces analyses ont également prouvé que le plancher du fenil et une partie de la charpente ont été remaniés en 1738/40. En 1862, le bâtiment fut agrandi vers l’ouest pour créer un logis supplémentaire, couvert de lauze. L’ancienne partie habitée, située à côté de l’ancienne cure et sollicitée par la reconstruction de l’église, fut abandonnée, ce qui permit également l’agrandissement de l’écurie. Le nouveau logis accueillait alors deux habitations : celle du propriétaire et celle de son fermier.
L'édifice est classé au titre des monuments historiques en 1984.